# Kolinovce
Kolinovce este o comună slovacă, aflată în districtul Spišská Nová Ves din regiunea Košice. Localitatea se află la altitudinea de 389 m deasupra n.m., se întinde pe o suprafață de 4,68 km2 și în 2017 număra 578 de locuitori.

## Istoric
Localitatea Kolinovce este atestată documentar din 1312.

## Demografie
| An:                | 1994 | 2004   | 2014   | 2024   |
| ------------------ | ---- | ------ | ------ | ------ |
| Număr de persoane: | 540  | 590    | 576    | 580    |
| Diferență:         |      | +9,25% | −2,37% | +0,69% |

| An:                | 2023 | 2024   |
| ------------------ | ---- | ------ |
| Număr de persoane: | 576  | 580    |
| Diferență:         |      | +0,69% |